# Моркинер
Моркинер (мар. Моркэҥер) — деревня в Сернурском районе Республики Марий Эл. Входит в состав Зашижемского сельского поселения.

## География
Находится в восточной части республики Марий Эл на расстоянии приблизительно 22 км по прямой на восток-северо-восток от районного центра посёлка Сернур.

## История
По сведениям 1859—1873 годов в починке Моркинер при реке Собака числилось 49 дворов, 690 жителей. По переписи 1884—1885 годов в 36 дворах проживали 165 человек. В 1926 году числилось 42 двора. В 1941 году в 56 дворах проживали 238 жителей. В 1975 году числилось 47 хозяйств, 214 жителей. В 1988 году оставалось 27 домов. В советское время работали колхозы «Зерно», «Ильич», «Дружба» и совхоз «Кугушенский».

## Население
Население составляло 38 человек (мари 100 %) в 2002 году, 28 в 2010.